# Liste von Völkerschlachtdenkmälern
Völkerschlachtdenkmal ist die Bezeichnung für Denkmäler, die an den Sieg Preußens und Russlands sowie ihrer Verbündeten gegen Frankreich in der Völkerschlacht bei Leipzig im Jahr 1813 erinnern. Sie entstanden in der Mehrzahl im Jahr 1913 anlässlich des 100. Jahrestages. Das mit Abstand bekannteste und größte Denkmal steht in Leipzig selbst. 

## Abgrenzung
In den Grenzbereich gehören Bauwerke, wie die Russische Gedächtniskirche in Leipzig-Thonberg, die Befreiungshalle bei Kelheim oder der Biehlaer Wasserturm. Das Nationaldenkmal für die Befreiungskriege in Berlin-Kreuzberg erinnert allgemein an die Befreiungskriege. Weiterhin gibt es Gedenkstätten für Ereignisse im Vorfeld (etwa für das Gefecht bei Möckern) und Nachgang (etwa mit Bezug auf die abziehenden Franzosen: die Kanone und das Bodelschwingh-Denkmal in Zscheiplitz oder die Gedenktafeln in Weißenfels.) der Völkerschlacht.

## Berlin
- Völkerschlachtdenkmal (Rahnsdorf)

## Hessen

### Hochtaunuskreis
- Völkerschlachtdenkmal (Kronberg)

### Vogelsbergkreis
- Völkerschlachtdenkmal (Heblos)

## Mecklenburg-Vorpommern

### Landkreis Rostock
- Völkerschlachtdenkmal (Graal Müritz)

### Landkreis Vorpommern-Rügen
- Völkerschlachtdenkmal (Bad Sülze)

## Niedersachsen

### Landkreis Harburg
- Völkerschlachtdenkmal (Marxen)
- Völkerschlachtdenkmal (Ohlendorf)
- Völkerschlachtdenkmal (Ramseloh)
- Völkerschlachtdenkmal (Stelle)

### Region Hannover
- Völkerschlachtdenkmal (Aligse)[2]
- Völkerschlachtdenkmal (Burgdorf)[3]

### Heidekreis
- Völkerschlachtdenkmal (Bad Fallingbostel)[4]

### Landkreis Peine
- Völkerschlachtdenkmal (Ölsburg)[5]
- Völkerschlachtdenkmal (Peine)[6]
- Völkerschlachtdenkmal (Rosenthal)[7]

### Stadt Wolfsburg
- Völkerschlachtdenkmal (Vorsfelde)

## Sachsen

### Landkreis Bautzen
- Völkerschlachtdenkmal (Bischofswerda)
- Völkerschlachtdenkmal (Cunnersdorf)
- Völkerschlachtdenkmal (Wachau)

### Erzgebirgskreis
- Völkerschlachtdenkmal (Marienberg)

### Landkreis Görlitz
- Völkerschlachtdenkmal (Klitten)

### Stadt und Landkreis Leipzig
- Apelsteine
- Obelisk auf dem Monarchenhügel
- Napoleonstein in Leipzig-Thonberg
- Österreicher-Denkmale
- Schwarzenberg-Denkmal in Leipzig-Meusdorf
- Völkerschlachtdenkmal
- Markkleeberg: Denkmal für das österreichische Reservekorps
- Kugeldenkmal Möckern
- Galgenbergdenkmal Liebertwolkwitz/Wachau

### Landkreis Mittelsachsen
- Völkerschlachtdenkmal (Wiederau)

### Landkreis Nordsachsen
- Völkerschlachtdenkmal (Zschöllau)

### Vogtlandkreis
- Plauen: Lazarett-Tote

## Sachsen-Anhalt

### Landkreis Anhalt-Bitterfeld
- Völkerschlachtdenkmal (Cosa)
- Völkerschlachtdenkmal (Elsnigk)
- Völkerschlachtdenkmal (Gnetsch)
- Völkerschlachtdenkmal (Hohsdorf)
- Völkerschlachtdenkmal (Libbesdorf)
- Völkerschlachtdenkmal (Libehna)
- Völkerschlachtdenkmal (Lindau)
- Völkerschlachtdenkmal (Meilendorf)
- Völkerschlachtdenkmal (Micheln)
- Völkerschlachtdenkmal (Piethen)
- Völkerschlachtdenkmal (Pißdorf)
- Völkerschlachtdenkmal (Quellendorf)
- Völkerschlachtdenkmal (Trebbichau)
- Völkerschlachtdenkmal (Weißandt-Gölzau)
- Völkerschlachtdenkmal (Wulfen)
- Völkerschlachtdenkmal (Zabitz)
- Völkerschlachtdenkmal (Zerbst)

### Landkreis Börde
- Völkerschlachtdenkmal (Hundisburg)

### Burgenlandkreis
- Völkerschlachtdenkmal (Teuchern)
- Völkerschlachtdenkmal (Weißenfels)[8]

### Stadt Halle (Saale)
- Völkerschlachtdenkmal (Bruckdorf)[9]
- Völkerschlachtdenkmal (Büschdorf)
- Völkerschlachtdenkmal (Gertraudenfriedhof Halle)[10]
- Völkerschlachtdenkmal (Kanena)
- Völkerschlachtdenkmal (Stadtpark Halle)[11]
- Völkerschlachtdenkmal (Würfelwiese Halle)[12]

### Landkreis Jerichower Land
- Völkerschlachtdenkmal (Lostau)

### Landkreis Mansfeld-Südharz
- Völkerschlachtdenkmal (Volkstedt)

### Saalekreis
- Völkerschlachtdenkmal (Kaltenmark)
- Völkerschlachtdenkmal (Merseburg)
- Mücheln: Lazarett-Tote[13]
- Völkerschlachtdenkmal (Zwintschöna)

### Salzlandkreis
- Völkerschlachtdenkmal (Gnadau)

### Landkreis Wittenberg
- Völkerschlachtdenkmal (Oranienbaum)

## Schleswig-Holstein

### Kreis Segeberg
- Völkerschlachtdenkmal (Seth)

## Thüringen

### Landkreis Eichsfeld
- Völkerschlachtdenkmal (Heiligenstadt)

### Landkreis Sömmerda
- Völkerschlachtdenkmal (Kranichborn)